# Åsa Lundström
Pour les articles homonymes, voir Lundström.
Åsa Lundström née le 2 août 1984 à Falun en Suède est une triathlète professionnelle, vainqueur sur triathlon Ironman.

## Palmarès
Le tableau présente les résultats les plus significatifs (podium) obtenus sur le circuit national et international de triathlon depuis 2011,,.
| Année | Compétition                           | Pays      | Position           | Temps           |
| ----- | ------------------------------------- | --------- | ------------------ | --------------- |
| 2018  | Ironman Suède                         | Suède     | Médaille d'argent  | 8 h 54 min 35 s |
| 2016  | Ironman 70.3 Jönköping                | Suède     | Médaille d'argent  | 4 h 24 min 58 s |
| 2016  | Championnat de Suède moyenne distance | Suède     | Médaille d'or      | 4 h 21 min 45 s |
| 2015  | Ironman 70.3 Bahrain                  | Bahamas   | Médaille d'argent  | 3 h 39 min 35 s |
| 2014  | Ironman Cairns                        | Australie | Médaille de bronze | 9 h 25 min 56 s |
| 2013  | Ironman Autriche                      | Autriche  | Médaille d'argent  | 9 h 4 min 42 s  |
| 2013  | Ironman Lake Tahoe                    | Suède     | Médaille d'or      | 9 h 58 min 53 s |
| 2012  | Ironman Suède                         | Suède     | Médaille d'or      | 9 h 13 min 27 s |
| 2012  | Challenge Aarhus                      | Danemark  | Médaille de bronze | 4 h 39 min 33 s |
| 2011  | Challenge Copenhague                  | Danemark  | Médaille d'argent  | 9 h 35 min 31 s |